# Troy Murphy
Troy Brandon Murphy (Morristown, Nueva Jersey; 2 de mayo de 1980) es un exjugador de baloncesto estadounidense que disputó doce temporadas en la NBA. Con 2,11 metros de estatura, jugaba en las posiciones de ala-pívot y pívot.

## Carrera

### High school
Murphy creció en Sparta, al noroeste de Nueva Jersey, allí, acudió al Delbarton School en Morristown. De la mano del entrenador Dan Whalen logró ser tres veces All-County y dos veces All-State. Su irrupción se produjo en su temporada sophomore, donde promedió 20,5 puntos y 11,8 rebotes. Siguió mejorando sus números como júnior, con 23.5 puntos y 10.5 rebotes.
En su última temporada, como sénior, se marcó unos impresionantes 33 puntos, 14.8 rebotes y 3.2 tapones de promedio, alcanzando con Delbarton un récord de 20-6 y los cuartos de final estatales. Al acabar la temporada fue nombrado Jugador del Año Morris County por Newark Star-Ledger y el MVP para su equipo por el prestigioso Capital Classic en Washington D. C. A pesar de su dominio durante su carrera en el instituto, Murphy no era considerado uno de los proyectos más prometedores del país debido al pobre nivel que existía en la Northern Hills Conference.

### Universidad
Troy pasó tres años en la Universidad de Notre Dame. En su primera temporada, la 1998-99, firmó unos magníficos 19.2 puntos y 9.9 rebotes. Como sophomore mejoró ostensiblemente sus estadísticas con 22.7 puntos y 10.3 rebotes. Fue, sin duda, su mejor temporada en la NCAA. En su año júnior se quedó en números sensiblemente peores, 21.8 puntos y 9.2 rebotes.
El promedio de sus tres temporadas en Notre Dame fue de 21.4 puntos, 9.8 rebotes y 1.7 asistencias. Ganó dos veces el galardón de Jugador del Año en la Big East, convirtiéndose en el cuarto jugador en la historia de la conferencia que lo logra dos veces. Antes de Murphy lo habían conseguido Chris Mullin (St. John’s), Patrick Ewing (Georgetown) and Richard Hamilton (Connecticut). Además, fue incluido en dos ocasiones en el John R. Wooden All-America Team.

### NBA
Murphy fue elegido por Golden State Warriors en el puesto 14 de 1.ª ronda del draft de 2001. En su primera temporada no tuvo demasiado protagonismo pero fue, junto con Pau Gasol y Andréi Kirilenko, el único novato en disputar los 82 partidos, y el primer 'Warrior' en jugar todos los partidos desde Joe Smith en la 1995-96. Promedió 5.9 puntos y 3.9 rebotes en 17.7 minutos de juego.
En su segunda temporada en Golden State, Troy se consolidó como titular indiscutible, jugando los 79 partidos que disputó desde el inicio. Irrumpió con unos promedios que alcanzaron las dobles figuras en puntos y rebotes: 11.7 puntos y 10.2 rebotes. Solo cinco jugadores firmaron eso aquella temporada, Tim Duncan, Kevin Garnett, Shaquille O'Neal, Jermaine O'Neal y Brian Grant. Se perdió su primer partido frente a Sacramento Kings después de una racha de 148 seguidos. Ante Memphis Grizzlies el 13 de enero de 2003 consiguió 16 puntos y 20 rebotes en 47 minutos (récord personal). Desde 2002 nadie conseguía en Golde State alcanzar la veintena en rebotes, en esa ocasión lo firmó Danny Fortson. Dos meses después, el 8 de marzo superaría su récord reboteador con 22 ante Milwaukee Bucks. De los 3 partidos que se perdió dos fueron por lesión y otro por sanción de la NBA. Aquella temporada también se marcó su récord en asistencias, tras repartir 7 ante Phoenix Suns. Participó en el Rookie Challenge de 2003 y acabó segundo en la votación de Jugador Más Mejorado.
A consecuencia de las lesiones, Murphy se perdió gran parte de la 2003-04. Solo disputó 28 partidos (ninguno de titular) en los que promedió 10 puntos y 6.2 rebotes, frenando la buena progresión que apuntaba. La lesión le permitió convertirse en un asiduo lanzador de triples.
En la 2004-05 cuajó su mejor temporada en la liga, con 15.4 puntos y 10.8 rebotes. Su mejor partido en lo que a anotación se refiere lo firmó frente a Boston Celtics el 6 de diciembre de 2004 con 30 puntos. En la 2005-06 sus números ligeramente decrecieron, con 14 puntos y 10 rebotes por partido.
Murphy se estaba estancando y la franquicia lo incluyó el 17 de enero de 2007 en el traspaso que le envió, junto con Mike Dunleavy, Jr., Ike Diogu y Keith McLeod, a Indiana Pacers a cambio de Stephen Jackson, Al Harrington, Šarūnas Jasikevičius y Josh Powell. En Indiana hizo 11.1 puntos y 6 rebotes, mientras Golden State Warriors se colaba en playoffs después de muchos años.
En agosto de 2010 fue traspasado a New Jersey Nets en un intercambio que involucró a cuatro equipos. Tras adoptar un papel marginal en los Nets, el 23 de febrero de 2011 fue traspasado a Golden State Warriors, aunque fue cortado a los pocos días y firmó con Boston Celtics.
El 17 de diciembre de 2011 firma por una temporada con Los Angeles Lakers, por el mínimo de veterano.
El 2 de noviembre de 2012 fichó por Dallas Mavericks, reemplazando a Eddy Curry. Pero fue cortado el 29 de noviembre. Este fue el último equipo de su carrera profesional.

## Estadísticas de su carrera en la NBA

### Temporada regular
| Año     | Equipo       | PJ  | PT  | MPP  | %TC  | %3P  | %TL  | RPP  | APP | ROB | TPP | PPP  |
| ------- | ------------ | --- | --- | ---- | ---- | ---- | ---- | ---- | --- | --- | --- | ---- |
| 2001–02 | Golden State | 82  | 4   | 17.7 | .421 | .333 | .776 | 3.9  | .9  | .4  | .3  | 5.9  |
| 2002–03 | Golden State | 79  | 79  | 31.8 | .451 | .214 | .841 | 10.2 | 1.3 | .8  | .4  | 11.7 |
| 2003–04 | Golden State | 28  | 0   | 21.8 | .440 | .294 | .750 | 6.2  | .7  | .4  | .6  | 10.0 |
| 2004–05 | Golden State | 70  | 69  | 33.9 | .414 | .399 | .730 | 10.8 | 1.4 | .8  | .5  | 15.4 |
| 2005–06 | Golden State | 74  | 74  | 34.0 | .433 | .320 | .787 | 10.0 | 1.4 | .6  | .3  | 14.0 |
| 2006–07 | Golden State | 26  | 17  | 25.7 | .450 | .373 | .712 | 6.0  | 2.3 | .8  | .6  | 8.9  |
| 2006–07 | Indiana      | 42  | 31  | 28.2 | .461 | .409 | .772 | 6.1  | 1.6 | .6  | .6  | 11.1 |
| 2007–08 | Indiana      | 75  | 61  | 28.1 | .455 | .398 | .797 | 7.2  | 2.2 | .6  | .4  | 12.2 |
| 2008–09 | Indiana      | 73  | 73  | 34.0 | .475 | .450 | .826 | 11.8 | 2.4 | .8  | .5  | 14.3 |
| 2009–10 | Indiana      | 72  | 69  | 32.6 | .472 | .384 | .798 | 10.2 | 2.1 | 1.0 | .5  | 14.6 |
| 2010–11 | New Jersey   | 18  | 4   | 16.0 | .342 | .174 | .529 | 4.2  | .9  | .4  | .1  | 3.6  |
| 2010–11 | Boston       | 17  | 0   | 10.5 | .421 | .100 | .846 | 2.2  | .4  | .5  | .1  | 2.6  |
| 2011–12 | L.A. Lakers  | 59  | 0   | 16.2 | .450 | .418 | .667 | 3.2  | .9  | .2  | .3  | 3.2  |
| 2012-13 | Dallas       | 14  | 1   | 18.3 | .361 | .314 | .909 | 3.5  | .5  | .7  | .4  | 4.6  |
| Total   | Total        | 729 | 482 | 27.3 | .445 | .388 | .785 | 7.8  | 1.5 | .7  | .4  | 10.8 |

### Playoffs
| Año   | Equipo      | PJ | PT | MPP | %TC   | %3P   | %TL  | RPP | APP | ROB | TPP | PPP |
| ----- | ----------- | -- | -- | --- | ----- | ----- | ---- | --- | --- | --- | --- | --- |
| 2011  | Boston      | 1  | 0  | 3.0 | .000  | .000  | .000 | 1.0 | .0  | .0  | .0  | .0  |
| 2012  | L.A. Lakers | 4  | 0  | 3.8 | 1.000 | 1.000 | .000 | .8  | .0  | .0  | .0  | .8  |
| Total | Total       | 5  | 0  | 3.4 | 1.000 | 1.000 | .000 | .8  | .0  | .0  | .0  | .6  |